# Tholosgrab von Berbati

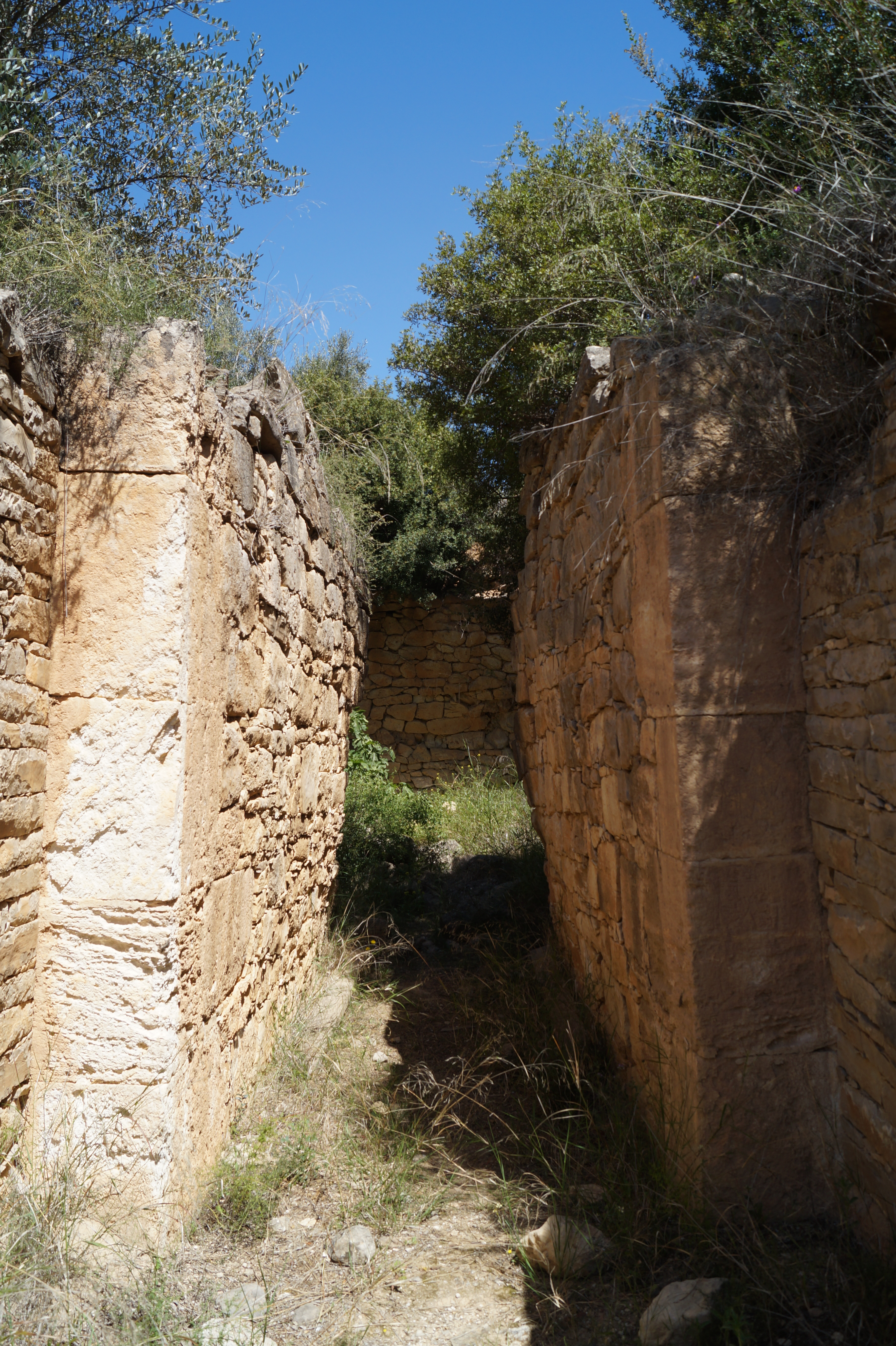
Fassade, Eingang und Stomion des Grabs

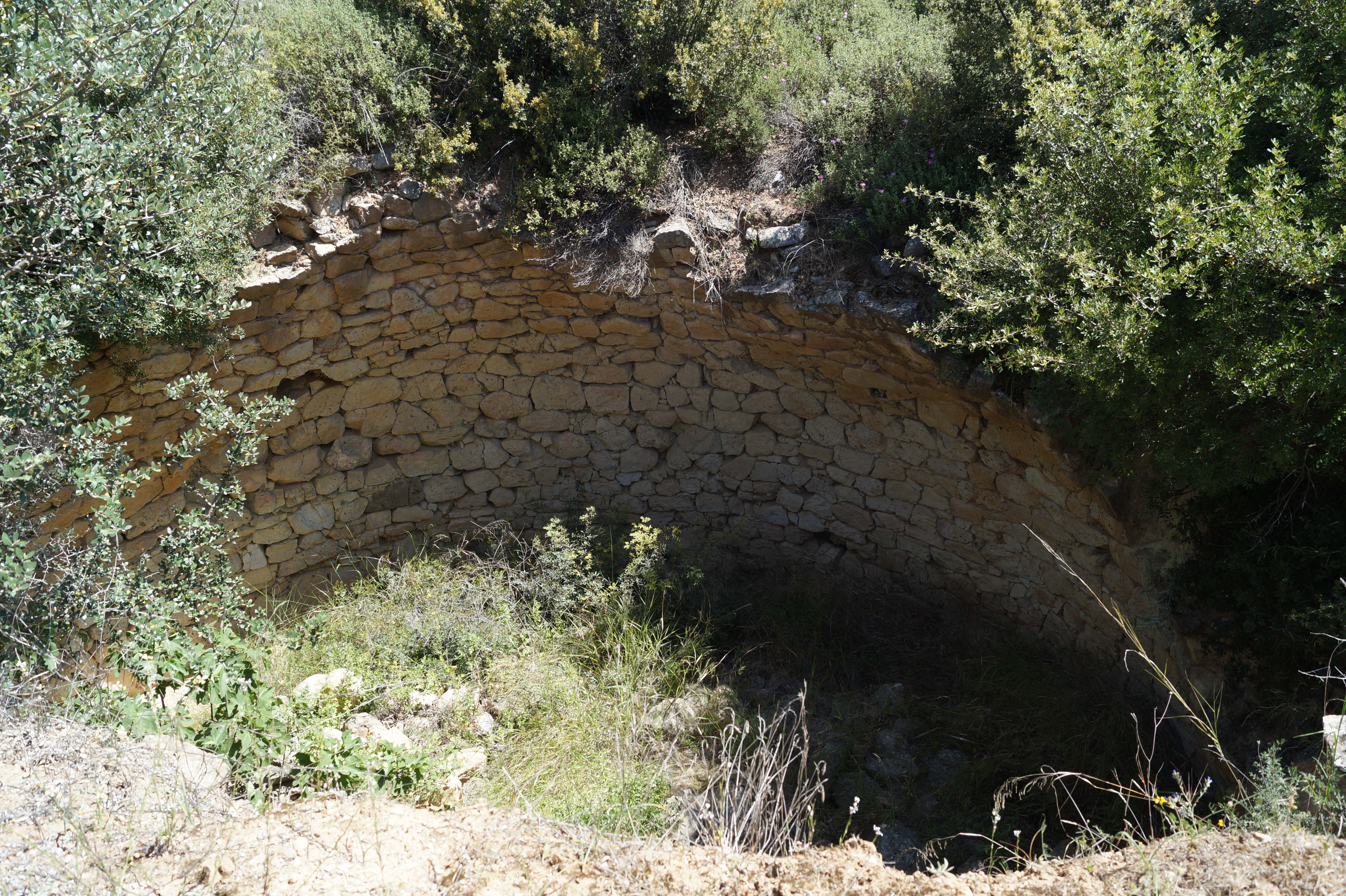
Blick in die eingestürzte Grabkammer

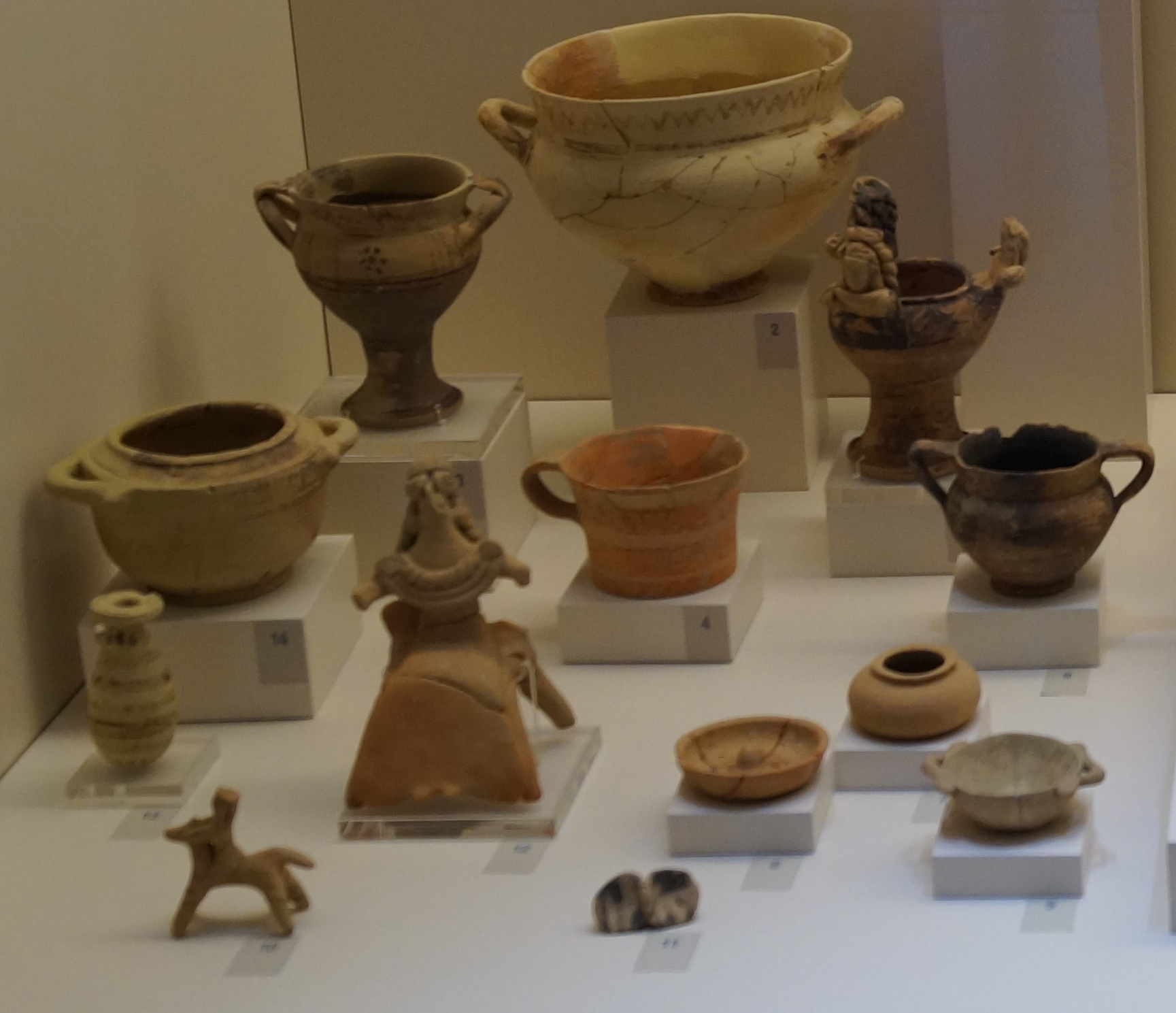
Geometrische und archaische Opfergaben, die oberhalb des Grabes gefunden wurden

Das Tholosgrab von Berbati (griechisch Θολωτός Τάφος του Μπερμπατίου) oder Grab des Lehrers (griechisch Τάφος του Δασκάλου) ist ein mykenisches Kuppelgrab im Tal von Berbati in der Argolis in Griechenland. Es liegt etwa 500 m nördlich des Mastos-Hügels, auf dem sich eine antike Siedlung befand, und etwa 3 km westlich des Ortes Prosymna.

## Erforschung
Das Grab wurde 1935 entdeckt und im selben Jahr von Axel W. Persson ausgegraben. Die Veröffentlichung durch den Ausgräber wurde jedoch zunächst durch den Zweiten Weltkrieg und dann durch Perssons frühen Tod verhindert. 1970 wurden die unvollständigen Aufzeichnungen aufgefunden und erst 1984 durch Barbro Santillo Frizell publiziert. Während des Berbati-Limnes-Surveys erhielt das Grab die Bezeichnung FS 515 (engl. find spot = Fundstelle). 1994 untersuchte man FS 516 oberhalb des Grabs, mit dem dieser im Zusammenhang stand.

## Beschreibung
Der Zuweg hatte eine Länge von 8 m und war 2,25 m breit. Er wurde seitlich von Mauern aus flachen, länglichen Natursteinen in pseudoisodomem Mauerwerk flankiert. Die Fassade wurde aus akkurat gearbeiteten Blöcken errichtet. Der Eingang war 1,60 m breit und 3,27 m hoch. Durch einen 3,86 m langen Korridor (Stomion) gelangte man in die runde Grabkammer. Der Korridor war ursprünglich mit großen Decksteinen bedeckt. Über diesen Decksteinen gab es ein sogenanntes Entlastungsdreieck in Kraggewölbe, das die Last der darüberliegenden Steine auf die Seitenwände ableitete und so die Decksteine entlastete. Die Tholos mit einem Durchmesser von 8 m wurde aus grob bearbeiteten Steinen in Kyklopischem Mauerwerk errichtet. In die Zwischenräume zwischen den Steinen wurden zur Stabilisierung kleine Steine gesteckt. Nach oben wurden die Steine immer weiter nach innen versetzt und bildeten eine Kuppel aus Kraggewölbe. Die Kuppel, die heute eingestürzt ist, war ursprünglich etwa 8 m hoch. Die Mauern sind noch zwischen 2,50 m und 4,50 m Höhe erhalten. Aufgrund der ähnlichen Bauweise zu dem Kyklopengrab von Mykene datierte Alan Wace das Grab in SH II A (etwa 1500–1450 v. Chr.). Es hat auch Ähnlichkeit mit dem später entdeckten Tholosgrab von Kazarma, das auch in die frühmykenische Zeit datiert wird.

## Funde
Auf dem ursprünglichen Boden der Grabkammer fand man die Überreste von mindestens 18 Beisetzungen. Das Grab war in der Antike ausgeraubt worden und so fand man nur bescheidene Grabbeigaben. Hierunter befanden sich verschiedene Keramikgefäße und konische Tassen. Außerdem fand man meterlangen Bleidraht, der vermutlich dem Beschweren und Versteifen der Kleidung der Toten diente. Einige Gefäße datierte man zunächst in SH II A, was auch gut mit der Bauweise korrelierte. Bei einer Redatierung bevorzugte man jedoch eine Zuordnung zu SH III A1 (etwa 1400–1375 v. Chr.) und verlegte auch den Bau des Grabes in diese Zeit.
In einer höheren Schicht fand man ein einzelnes männliches Begräbnis aus SH III B (etwa 1300–1200 v. Chr.). Der Tote scheint einen höheren sozialen Status besessen zu haben. So wurde eine Steinbank über die gesamte Breite des Grabes errichtet. Unter den reicheren Beigaben befanden sich verzinnte Kylikes und Schalen sowie Tonfiguren. Eine Figur stellte eine gebärende Frau auf einem Stuhl dar. Wenige geometrische Tonscherben fand man in einer etwas höheren Schicht. An dem Hang oberhalb des Grabes fand man eine Keramikansammlung gleicher Zeitstellung. Sie bestand aus Trink- und Miniaturgefäßen und anderen Opfergaben. Sie waren vermischt mit Erde, Asche und verbrannten Knochen. Man vermutet, dass man sich hier vom späten 8. Jahrhundert v. Chr. bis in die Archaische Zeit am Tholosgrab traf und kultische Handlungen zur Ahnen- oder Heldenverehrung vollzog.
In römischer Zeit diente das Grab einer profanen Nutzung. So fand man 1–1,15 m über der untersten Schicht bei einer Kochstelle mit Ascheschicht Teile eines großen Kochgeschirrs, 4 Öllampen und zahlreiche Tierknochen. Der Zugang erfolgte damals über eine Treppe aus großen Blöcken rechts des Korridors.
Die Funde befinden sich in den Archäologischen Museen von Mykene und Nafplio.